# Georges Duval (Schriftsteller)
Georges Duval (Georges-Louis-Jacques Labiche; * 26. Oktober 1772 in Valognes; † 21. Mai 1853 in Paris) war ein französischer Dramatiker.

## Leben und Wirken
Die geplante Laufbahn Labiches als Priester wurde durch die Französische Revolution unterbrochen, als er 17 Jahre alt war. Er wurde dann Mitarbeiter eines Notars und war von 1805 bis 1835 als Amtsleiter im Innenministerium angestellt. Unter dem Pseudonym Georges Duval veröffentlichte er mehr als 70 Theaterstücke und Vaudevilles. Außerdem ist er Autor eines mythologischen Wörterbuches (Dictionnaire abrégé des mythologies de tous les peuples policés ou barbares) und schrieb als Chronist und Kritiker der Französischen Revolution die Bücher Souvenirs de la Terreur und Souvenirs thermidoriens.

## Theaterstücke
- Clément Marot (mit Armand Gouffé), 1799
- Vadé à la Grenouillère (mit Armand Gouffé), 1799
- Le Val-de-Vire ou le berceau du Vaudeville (mit Armand Gouffé), 1799
- Cri-cri ou le mitron de la rue de l’Ourcine (mit Armand Gouffé), 1800
- Garrick double ou les deux acteurs anglais (mit Armand Gouffé), 1800
- Midi, ou un coup d’œil sur l’an VIII (mit Frédéric Gaëtan), 1800
- Piron à Beaune (mit Armand Gouffé), 1800
- Fagotin ou l’espiègle de la l’île Louvier (mit P. G. A. Bonel und Dorvigny), 1801
- L’Auberge de Calais (mit P. G. A. Bonel und Dorvigny), 1801
- La Pièce qui n’en est pas une (mit P. G. A. Bonel und Joseph Servières), 1801
- Philippe le Savoyard ou l’origine des Ponts-Neufs (mit René de Chazet und Armand Gouffé), 1801
- Parchemin ou le greffier de Vaugirard, 1802
- Clémence Isaure ou les jeux floraux (mit Armand Gouffé), 1803
- Jean Bart (mit F. Ligier et Joseph Servières), 1803
- Monsieur Seringa ou la fleur des apothicaires (mit Armand Gouffé und Mathieu-Jean-Baptiste Nioche de Tournay), 1803
- L’Anguille de Melun, 1804
- Jeanneton colère (mit Joseph Servières), 1804
- Ildamor et Zuléma ou l’étendard du prophète, 1805
- Le Pont des Arts ou scènes sur Seine (mit Théophile Marion Dumersan), 1805
- L’Héloïse de l’île-Saint-Louis (mit Théophile Marion Dumersan), 1805
- Monsieur Vautour ou le propriétaire sous le scellé (mit Marc-Antoine-Madeleine Désaugiers und Mathieu-Jean-Baptiste Nioche de Tournay), 1805
- Chapelle et Bachaumont (mit Pierre-Ange Vieillard), 1806
- L’Auteur soi-disant, 1806 *Monsieur Giraffe ou la mort de l’ours blanc (mit Auguste-Mario Coster, René de Chazet, Marc-Antoine Madeline Désaugiers, Francis Baron d’Allarde, Jean-Toussaint Merle, Charles-François-Jean-Baptiste Moreau de Commagny, Antoine André Ravrio und Joseph Servières), 1806
- Jean de Nivelle ou les oreilles et les perdrix (mit Théophile Marion Dumersan), 1807
- Le Retour au comptoir ou l’éducation déplacée (mit Pierre-Ange Vieillard), 1808
- Monsieur Bonne-Grâce ou le petit volage (mit Théophile Marion Dumersan), 1808
- Malherbe (mit Pierre-Ange Vieillard), 1809
- Monsieur Chose ou la foire de Pantin (mit Théophile Marion Dumersan), 1809
- Les Mariages par demandes et réponses, 1810
- Monsieur Mouton ou le déjeuner d’un marchand de laine (mit Auguste-Mario Coster), 1810
- La Mouche du coche ou monsieur Fait-tout (mit Étienne-Auguste Dossion), 1812
- Mon cousin Lalure (mit Edmond Amelot), 1812
- Une journée à Versailles ou le discret malgré lui, 1814
- La Soirée des Tuileries ou l’été de 1815, 1815
- Le Chemin de Fontainebleau (mit Edmond Rochefort), 1816
- Werther ou les égarements d’un cœur sensible (mit Edmond Rochefort), 1817
- Dorat et Vadé ou les poètes à la Halle (mit Théophile Marion Dumersan und Edmond Rochefort), 1818
- Le Retour de Werther ou Les derniers épanchements de la sensibilité, 1820
- Les Cancans ou les cousines à Manette (mit Pierre Carmouche und Armand-François Jouslin de La Salle), 1823
- La Pénélope de la Cité ou le mentor de la jeunesse (mit Edmond Rochefort und Armand-François Jouslin de La Salle), 1824
- La Blanchisseuse de fin ou tout ce qui reluit n’est pas or (mit Edmond Rochefort), 825
- Le Mari impromptu ou la coutume anglaise, 1826
- Le Tailleur des bossus ou l’orthopédie (mit Edmond Rochefort), 1826
- Les Contrebandiers ou le vieux gabelou (mit Edmond Rochefort), 1827
- Le Protégé ou le danger de la faveur (mit Théophile Marion Dumersan), 1828
- L’Adjoint dans l’embarras ou le pamphlet, 1830
- Mon bonnet de nuit (mit Alexandre Barrière), 1835
- Le Seigneur des broussailles (mit Théodore Barrière), 1845